# ユベール・ジメルマン
ユベール・ジメルマン（Hubert Zimmermann、1941年 - 2012年11月9日）は、フランスのソフトウェア工学者であり、コンピュータネットワークの先駆者である。英語読みで「ヒューバート・ジマーマン」と表記されることもある。
ジメルマンは、エコール・ポリテクニークと国立高等電気通信学校で教育を受けた。
1972年から1979年にかけてロカンクールのフランス国立情報学自動制御研究所(INRIA)に在籍して、そこで後にChorusOSシリーズとなる分散オペレーティングシステムの研究を指揮した。1977年に、開放型システム間相互接続(OSI)プロトコルを開発する国際標準化機構(ISO)の初期のメンバーとなった。その後、1980年から1986年までフランステレコムに勤務した。ネットワークプロトコルを記述するための一般的な方法となったOSI参照モデルを開発し、そのモデルに関する論文を1980年に、ジョン・デイとの共著の論文を1983年に発表した。1987年にコーラスシステムズを設立した。同社は1997年にサンマイクロシステムズに買収され、それから5年間、テレコムソフトウェアエンジニアリングのディレクターを務めた。その後、Arbor Venture Management、Boost Your StartUp、Gingko Networks、UDcastなどの起業家向けハイテク企業に投資した。
1991年、「コンピュータネットワーキングの発展と国際標準化の進歩における20年間のリーダーシップ」に対してSIGCOMM賞を受賞した。
IEEE Annals of the History of Computingの2011年の記事に、インターネット・プロトコル・スイートの初期の歴史に関する彼の見解が掲載されている。
2012年11月9日、ジメルマンはフランスで亡くなった。